# Amour pour Amour
Amour Pour Amour è il nono album della flautista Berdien Stenberg

## Tracce
1. Amour pour Amour – 3:13
2. L'Enfant Qui Parlait aux Oiseaux – 3:26
3. Les Orages de l'Ete – 3:54
4. Les Printemps du Coeur – 3:36
5. Il y Avait Aussi des Etoiles – 3:36
6. La Nuit des Magiciens – 3:53
7. Bram Bogart Melody – 4:30
8. Les Oiseaux Tristes du Zuiderzee – 4:27
9. Seulement Se Parler – 4:05
10. Danseurs de Lune – 2:51
11. Quelques Notes pour Anna – 3:49